# Traveling with Mr. T
|  | Denne artikel er oprettet af botten PalnaBot ud fra en ekstern database. Den kan derfor have sproglige fejl eller mangler. Denne skabelon kan fjernes efter kontrol af indholdet. |

Traveling with Mr. T er en film instrueret af Andreas Møl Dalsgaard og Simon Lereng Wilmont.

## Handling
Troels er en ung mand med store problemer. Han nærmer sig tredive og er ved at forsumpe. Livet drukner i alkohol, stoffer og bristede ambitioner. To venner, Christian og Andreas, forsøger at hjælpe Troels. Han har altid drømt om at blive forfatter, og nu vil de give ham deadlines og opmuntring. De underskriver en kontrakt om at drømmebogen "Traveling with Mr. T" skal skrives på ét år. For Troels har talent. Ved at udleve sit talent håber de, at han kan vende tilbage til livet. En fortælling om kunsten og kærligheden. Om drømmes tveæggede karakter. De kan stråle kraftfuldt i mørket og vise vej, men de kan også fastlåse os i umulige ambitioner. Kunsten bliver undervejs en vildfarelse frem for udfrielse for Troels. Det er mødet med kærligheden, som løser ham af fortidens bånd og bringer ham tilbage til livet.